# Gobria (cospiratore)
Gobria (fl. VI secolo a.C.) è stato un nobile persiano, nonché uno dei cospiratori che favorirono l'ascesa al trono di Dario I di Persia.

## Biografia
Gobria, noto in persiano antico come Gaubaruva, era il padre di un nobile persiano di nome Mardonio. Nel 522 a.C., approfittando dell'assenza del re Cambise II, che era impegnato in una spedizione in Egitto, un mago di nome Gaumata si spacciò per Bardiya, fratello di Cambise e che lo stesso Cambise aveva fatto segretamente uccidere prima di partire per l'Egitto, e si proclamò re di Persia. Cambise, scoperta la cosa, cercò subito di tornare in Persia, ma morì in circostanze misteriose durante il viaggio. Grazie a ciò, Gaumata poté mantenere il potere per sette mesi. Tuttavia il suo comportamento ben presto cominciò a creare sospetti presso Otane, uno dei più importanti nobili persiani, il quale, scoperto con uno stratagemma che l'uomo al potere in realtà non era Bardiya ma un impostore, radunò i più alti dignitari persiani, tra i quali c'era anche Gobria, e li mise al corrente della situazione: questi credettero subito alle parole di Otane, ma ritenevano non fosse ancora il momento di intervenire contro l'impostore. Fu solo l'arrivo di Dario, all'epoca ufficiale negli Immortali persiani e a conoscenza anch'egli che il re era in realtà un impostore, ad indurli a sciogliere le riserve ed agire immediatamente: Dario era infatti convinto che se avessero atteso ancora giorni, qualcuno li avrebbe denunciati e sarebbero stati giustiziati. Gobria fu il primo a condividere il piano di Dario, ed ebbe il merito di convincere anche gli altri cospiratori. Quello stesso giorno Dario, Gobria e gli altri cinque cospiratori si recarono alla reggia di Susa con l'obiettivo di uccidere l'usurpatore o morire nel tentativo. Arrivati al palazzo, i congiurati, elusa la sorveglianza delle guardie, attaccarono in armi Gaumata e il fratello che lo sosteneva. Nel corso dello scontro Gaumata corse a nascondersi nella sua camera, venendo inseguito dai soli Dario e Gobria: quest'ultimo si gettò addosso a Gaumata e tra i due iniziò un corpo a corpo, ma Dario rimase fermo in disparte poiché era buio e temeva di colpire Gobria. Gobria, essendo in difficoltà, chiese a Dario perché non lo stesse aiutando, e quando Dario gliene spiegò la ragione, Gobria lo invitò a colpire ugualmente. Dario obbedì e alla fine colpì Gaumata, uccidendolo. Morto l'impostore, i congiurati si accordarono affinché fosse Dario a divenire re.
L'ascesa al trono di Dario rappresentò anche la fortuna di Gobria: un accordo tra i congiurati prevedeva infatti che il re avrebbe potuto sposare solo donne che provenivano dalle famiglie dei congiurati, e questo rafforzò in particolare i legami tra il re e lo stesso Gobria. Infatti, Dario sposò una figlia di Gobria, mentre Gobria sposò la sorella di Dario. Da quest'ultimo matrimonio sarebbe poi nato Mardonio, generale persiano durante le due guerre persiane.
La fiducia di Dario verso Gobria è testimoniata anche dal fatto che nel 521 a.C., quando alcune province, approfittando del clima di tensione che si era creato a seguito della vicenda del falso Bardiya, si ribellarono per sottrarsi al giogo persiano, Dario inviò proprio Gobria a fronteggiare la rivolta dell'Elam, condotta dal re ribelle Atamaita. Gobria riuscì a domare la ribellione, venendo come premio nominato satrapo dell'Elam, ed Atamaita venne giustiziato personalmente da Dario.
L'ultima notizia certa posseduta su Gobria è quella che attesta la sua partecipazione alla campagna di Dario contro gli sciti nel 514 a.C.
Anche la data di morte di Gobria è incerta, anche se si sa con sicurezza che questa avvenne dopo il 498 a.C.: in quell'anno infatti alcuni testi amministrativi persiani pervenuti ai giorni nostri lo indicano come ancora in vita.